# Vehículos para el mantenimiento de vía

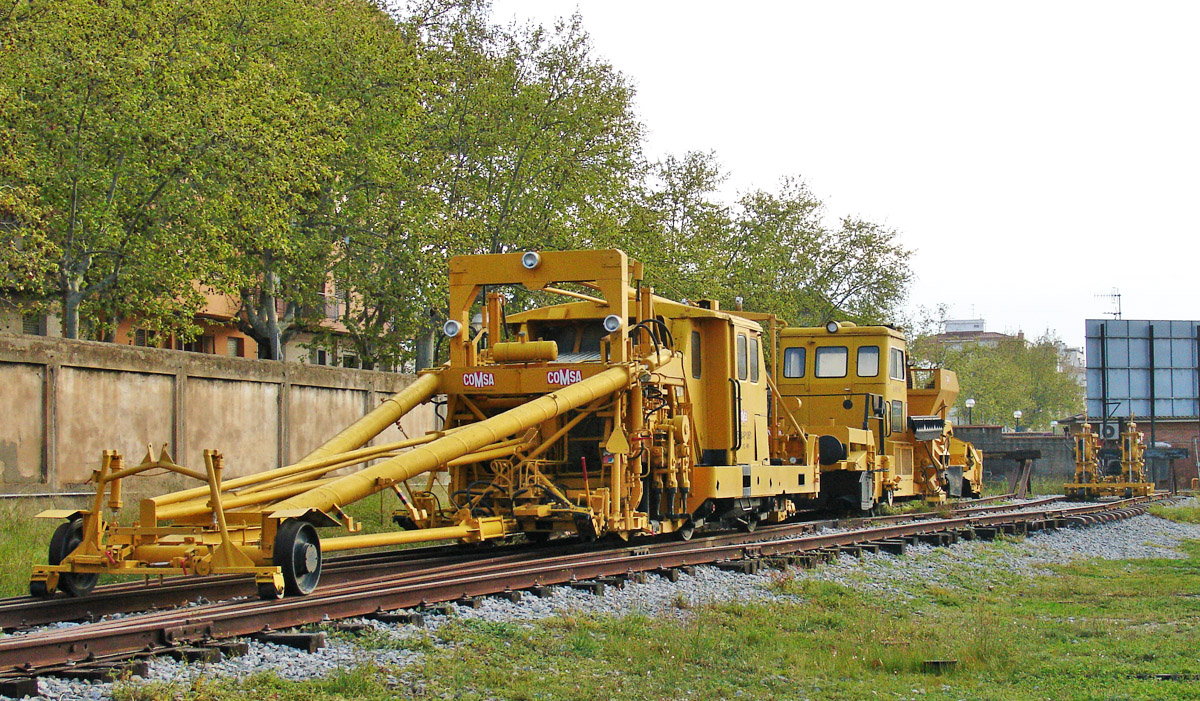
Vehículos de mantenimiento de vía en el Museo del Ferrocarril de Cataluña

El mantenimiento de la calidad de la vía -que permite la seguridad y confort de las circulaciones-, se realiza hoy día con maquinaria pesada, que restablece los parámetros geométricos a sus valores teóricos. Desde hace algunos decenios, dicho mantenimiento, así como el tendido de la infraestructura ferroviaria, son operaciones altamente mecanizadas que comportan una gran complejidad, pues deben servir para que los modernos trenes puedan desarrollar sus prestaciones de forma segura y confortable.

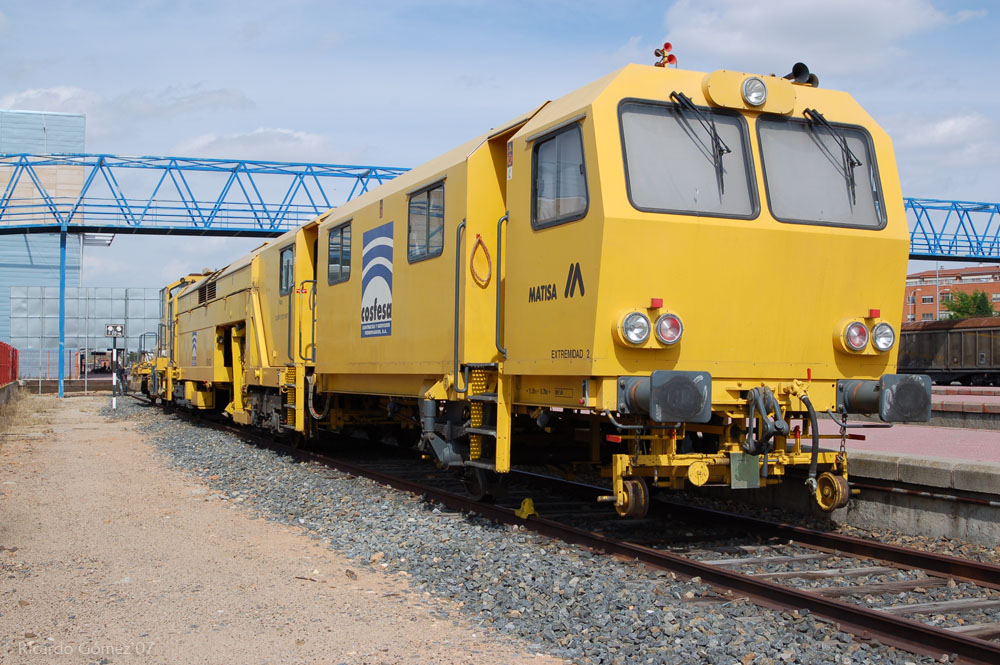
Bateadora MATISA en la estación de Salamanca

## Los inicios: el mantenimiento manual de la vía
En los inicios del ferrocarril las exigencias de calidad de la vía eran bastante reducidas, consecuencia de las limitadas velocidades de aquellos primeros trenes. La preocupación básica era la seguridad, principalmente para evitar los descarrilamientos, muy numerosos: el único mantenimiento consistía en la corrección puntual de aquellos defectos que comprometían la circulación de los vehículos. El aumento progresivo de las velocidades provocó que se tuvieran además en consideración criterios de comodidad, que eran mucho más exigentes. Ello dio lugar al nacimiento de la revisión periódica, que consistía en una actuación sobre todos los elementos constitutivos de la superestructura a intervalos fijos de tiempo, con el fin de restituir los parámetros originales. Con el tiempo las diferentes actuaciones se fueron sistematizando, dando lugar a la denominada conservación metódica que, con unos ciclos prefijados, contempla al revisión de todos los elementos que constituyen el camino de rodadura.
Hasta mediados de siglo pasado, todas las labores de mantenimiento de vía se realizaron manualmente: nivelación, alineación, bateo, perfilado y renovación utilizaron gran cantidad de recursos humanos, entonces muy económicos, en la mayoría de ocasiones trabajando en condiciones penosas. Las tareas manuales no meramente puntuales fueron desde entonces progresivamente sustituidas por maquinaria pesada.

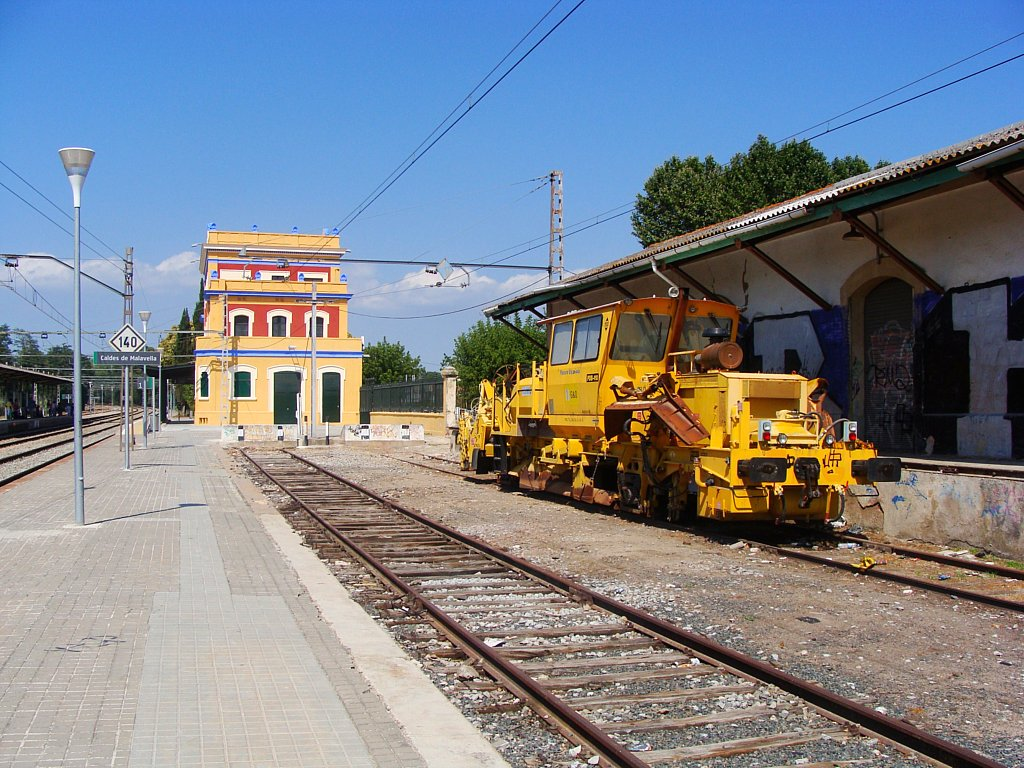
Perfiladora estacionada en la estación de Caldes de Malavella (Girona)

## Las primeras máquinas en la red ferroviaria española de vía ancha
Las primeras maquinarias pesadas adquiridas por Renfe datan de 1956: se trataba de modestas bateadoras que no contaban con ningún mecanismo de nivelación ni alineación. Fueron construidas por la casa suiza MATISA, nombre con el que popularmente se conocerán a partir de entonces este tipo de vehículos. En 1964 se adquiere una serie capaz de realizar la nivelación automática de la vía, así como las primeras máquinas desguarnecedoras-cribadoras de balasto. En 1970 la hegemonía de la casa MATISA se rompe con la adquisición de las primeras máquinas de la casa austríaca PLASSER. Hasta entonces las máquinas desarrollaban su labor de forma aislada, de acuerdo al estado de la red. A partir de principios de los 70 se crean los Grupos de Gran Rendimiento, adscritos a determinadas zonas geográficas.

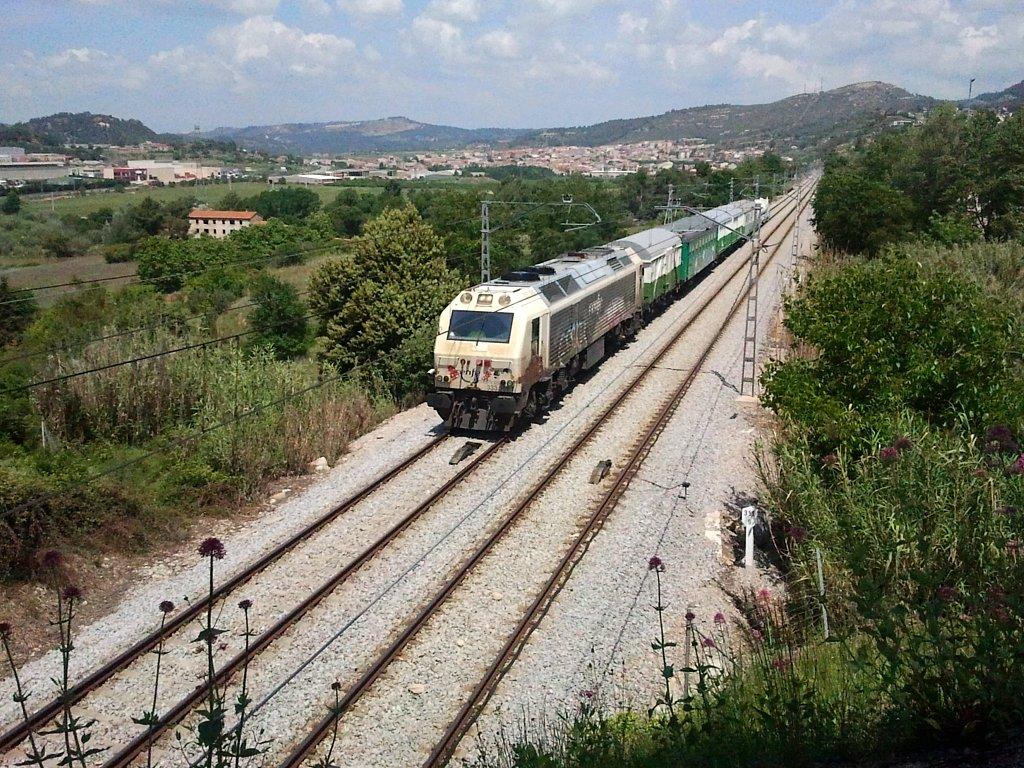
Tren herbicida a su paso por la localidad de Castellbell i el Vilar (Barcelona)

## Tipología de trabajos
En la actualidad dicha maquinaria restablece los parámetros geométricos a sus valores teóricos mediante misiones de bateo y perfilado, tareas que se complementan con el desguarnecido cuando el deterioro rebasa ciertos límites. Todo ello se complementa con el estabilizado dinámico, consistente en someter a la vía a una carga vertical variable y a una oscilación horizontal para consolidar el conjunto de la superestructura.
El trabajo de dicha maquinaria, en parte propiedad de la compañía Adif, en parte en manos de diferentes compañías privadas a las que se encomiendan los trabajos, se complementa con el realizado por los denominados trenes herbicidas. La eliminación de la vegetación resulta de especial interés, pues su existencia constituye un problema para la seguridad de la circulación. Por otra parte, para velocidades superiores a 160 km/h (hoy día toda la red básica), se hace imprescindible el tratamiento de la cabeza del carril mediante su amolado y reperfilado. Este sistema se aplicó por primera vez en España en 1987, mediante un vehículo especial capaz de realizar dicha tarea.

## Los vehículos del Museo del Ferrocarril de Cataluña
En las instalaciones del Museo del Ferrocarril de Cataluña, ubicado en la localidad de Villanueva y Geltrú (Barcelona) puede verse un conjunto de maquinaria pesada de mantenimiento de vía compuesto por una bateadora-niveladora-alineadora BNRI-80, una perfiladora USP 3000C y una bateadora ligera de ancho variable BL-09. Se trata de vehículos de los años sesenta y setenta del siglo XX, bastante sofisticados para su época. El conjunto fue donado por la empresa COMSA a la Asociación de Amigos del Ferrocarril de Lérida en 1993, para su preservación y exposición en este museo.